# Ruth Buzzi
Ruth Ann Buzzi, ameriška komičarka in igralka, * 24. julij 1936, Westerly, Rhode Island, ZDA, † 1. maj 2025, Stephenville, Teksas, ZDA.